# Брахионихты
Брахионихты (лат. Brachionichthys) — род лучепёрых рыб семейства брахионихтиевых (Brachionichthyidae). Эндемики прибрежных вод южной Австралии и Тасмании. Придонные рыбы, обитают на глубине до 210 м. Максимальная длина тела 15 см.
Научное название рода происходит от лат. brachium — рука от локтя до кисти и др.-греч. Ιχθύς — рыба, что отражает форму грудных плавников.

## Описание
Кожа покрыта чешуёй, которая представляет из себя длинные заострённые колючки. По всему телу разбросаны тёмные точки и полоски. В брюшных плавниках 7 лучей.
Первый спинной плавник расположен на голове и состоит из трёх колючек. Первая колючка модифицирована в короткий иллиций с эской на конце. Вторая и третья колючки соединены между собой кожистой перепонкой и образуют гребень. Второй спинной плавник довольно длинный с 15—18 мягкими лучами
.

## Классификация
До конца 2000-х годов род Brachionichthys рассматривали как единственного представителя монотипического семейства брахионихтиевых и включали в состав рода 4 вида.
Сейчас в состав семейства включают пять родов с 14 видами.
В состав рода включают два вида:
- Brachionichthys australis Last, Gledhill & Holmes, 2007[6]
- Brachionichthys hirsutus Lacépède, 1804